# Nikola I. Petrović Njegoš
Nikola I. Petrović Njegoš (rojen kot Nikola Mirkov Petrović) (srbsko Никола I Петровић Његош), črnogorski kralj, * 7. oktober 1841, Njeguši, Črna gora, † 1. marec 1921, Cap d'Antibes, Francija.
Nikola je bil sin vojvode Mirka Petrovića Njegoša in prestolonaslednik svojega strica kneza Danila II. S sedemnajsti leti je odšel na šolanje v Francijo. Njegov stric je leta 1860 postal žrtev atentata in mladi Nikola se je moral vrniti na Cetinje, kjer je nasledil črnogorski prestol.
Njegova Črna gora se je med letoma 1862 in 1878 zapletla v številne vojne z Otomanskim imperijem, a mu jo je uspelo obraniti. Velike sile so na Berlinskem kongresu leta 1878 Črni gori priznale povečanje ozemlja, mednarodno potrditev neodvisnosti in izhod na morje. V naslednjih letih je Črna gora uživala desetletja napredka in stabilnosti. Država se je pravno stabilizirala po zahodnem vzoru, vzpostavili so se diplomatski odnosi s številnimi evropskimi državami, gospodarstvo, šolstvo in kultura so se razcveteli.
Zaradi pritiska domače javnosti je leta 1905 dal Črni gori prvo ustavo. Uvedel je tudi evropske norme svobode tiska in kriminalnega zakonika.
Črnogorski parlament je leta 1910 ob petdesetletnici vladanja Nikolo razglasil za kralja, Črno goro pa za kraljevino.
Ob izdatni podpori imperialne Rusije je bil vrhovni poglavar črnogorske vojske v obeh balkanskih vojnah (1912-1913).
Med I. svetovno vojno, ki jo je Črna gora bíla na strani antante, mu ni uspelo skleniti separatnega miru z Avstro-Ogrsko, zato je z delom svoje vlade zbežal v Francijo, ki jo je zelo občudoval. Po vojni ga je novembra 1918 Velika narodna skupščina v Podgorici odstavila s prestola, Črna gora pa se je združila s Kraljevino Srbijo, ter z drugimi južnoslovanskimi deželami ustvarila Kraljevino SHS, ki so jo leta 1929 preimenovali v Jugoslavijo.
Nikola je leta 1918 odšel v izgnanstvo v Francijo, ki jo je zelo občudoval, a je zahteval prestol vse do svoje smrti tri leta pozneje. Pokopali so ga v italijanskem San Remu. Leta 1989 so posmrtne ostanke kralja Nikole, njegove kraljice Milene in dveh od njunih dvanajstih otrok prenesli in pokopali na Cetinju v Cerkvi rojstva Matere Božje, ki jo je kot dvorno kapelo zgradil knez Nikola sam. Ena od njegovih hčera, Anastazija, se je poročila z ruskim nadvojvodo Nikolajem Nikolajevičem, generalom iz I. svetovne vojn, druga je postala kraljica Elena Italijanska, žena kralja Viktorja Emanuela III. Mnoge od njegovih hčera so se poročile z različnimi princi in kralji, zaradi česar si je Nikola prislužil vzdevek »tast Evrope«.
Nikola se je preskusil tudi v književnosti, predvsem pri pisanju domoljubnih in junaških pesmi. Najbolj znana je njegova pesem Onam' onamo, ki je postala neuradna črnogorska himna. V zbirki pesmi Nova kola je napisal 31 pesmi, ki naj bi postale himne posamičnih črnogorskih plemen. Zapustil je tudi dve drami, Balkanska carica in Knez Arvanit, ter dnevnike in spomine.